# 다네촌 (시마네현 미노군)
다네촌(種村)은 시마네현 미노군에 설치되었던 촌이다. 현재의 마스다시에 해당한다.